# 斉藤準一
斉藤 準一（さいとう じゅんいち、1949年6月9日 - 2016年10月29日）は、日本の実業家。神奈川新聞社代表取締役社長

## 略歴
新潟県に生まれる。法政大学社会学部卒業後、1972年に神奈川新聞社に入社する。同社出版局長、営業局長などを経て2009年に同社代表取締役専務に就任する。2011年から同社取締役印刷担当（非常勤）、かなしんオフセット代表取締役社長などを経て、2012年に同社代表取締役社長に就任する。また、横浜文化賞選考委員長などを務めている。

## 参考
- カナコロ-ニュース-新社長に斉藤準一取締役を選任、2月1日付/神奈川新聞社